# Casa Forta de Juvinyà
La Casa Forta de Juvinyà o estada de Juvinyà es troba al municipi garrotxí de Sant Joan les Fonts. i és un dels millors exemples conservats d'arquitectura civil d'època medieval de la comarca de la Garrotxa. És una obra declarada bé cultural d'interès nacional.

## Descripció
La casa Juvinyà, situada dins de la població de Sant Joan les Fonts, prop de l'antic priorat de Sant Esteve (ara Sant Joan), és un dels escassíssims edificis civils d'època romànica que ha arribat als nostres dies.
La casa o "estai" Juvinyà és considerada dins del tipus d'edifici anomenat sala, freqüent a l'època medieval, l'estructura de la qual parteix bàsicament d'una sala única. Per la documentació es coneix l'existència d'altres construccions similars. Poques, però, s'han conservat, i la majoria, força transformades. D'altra banda, se sap que originàriament eren sales les masies que actualment conserven aquest nom. Sovint, les sales eren dins de recintes fortificats.
La casa Juvinyà és un edifici de planta rectangular de tres crugies i amb tres nivells d'alçada. Els murs són massissos i amb escasses obertures, la majoria espitlleres. A la planta principal hi havia una finestra geminada (ara mig desfeta i tapiada, amb una nova obertura) de tradició romànica, amb festejadors a l'interior. Al mur N, en aquest mateix nivell, s'obrien dues finestres de mig punt adovellades.
La planta baixa, destinada a corts, és dividida en tres crugies per arcs de mig punt. La planta noble, la sala pròpiament dita, és també un espai unitari de tres trams, habitatge únic dels seus propietaris, que en compartimentaven l'espai amb cortines o envans de fusta. S'hi accedeix per una escala exterior des del pati. La planta superior o golfes, era destinada a magatzem i graners i també als servents. S'hi devia pujar per una escala de mà.
La façana principal es prolonga en direcció S (cap a l'esquerra) per unir-se amb una torre de defensa de planta quadrangular. En aquesta prolongació s'obre una porta adovellada, l'únic accés a la casa Juvinyà, que dona al pati, d'on arrenca l'esmentada escala que puja a la planta principal.
La torre és una construcció independent de la resta. Els seus quatre angles són formats per carreus i la resta de murs per carreuons petits. S'hi obren també espitlleres. Per ser una estructura independent i per l'aparell de construcció, la torre sembla anterior a la construcció de la casa. A més, la finestra geminada amb festejadors situarien la construcció ja cap al segle xiii.

## Història
Un cop passat l'any 1000 va aparèixer un estament intermedi entre la noblesa i la pagesia alodial: els cavallers. Aquests, juntament amb els batlles i veguers dels grans senyors laics i eclesiàstics, eren els que posseïen més terres després dels grans senyors. En les localitats on tenien residència solien construir una casa forta que moltes vegades feia la funció de molí.
Els que van construir la Casa Forta de Juvinyà havien de pertànyer a aquest estament baix de la classe senyorial. Els senyor més antic d'aquest lloc va ser Ramon de les Fonts, qui el 1191 va fer de testimoni en la concessió feta per Ponç de Cervera, lloctinent del vescomte de Bas, a Oliver, prior de Sant Joan les Fonts, pel que fa al permís de moldre cereals als molins del vescomtat. L'existència de la casa Juvinyà és documentada des del segle xii i figura en molts capbreus a favor de l'antic priorat, com a "stadium sive forcia de Juvinyarno" (1374).
Urraca, la filla de Ramon de les Fonts, es va casar amb Guillem de Juvinyà i des d'aquell moment la casa va passar a portar el nom dels Juvinyà. Aquesta família va posseir la casa durant la resta de l'edat mitjana; a més de cavallers feien de recaptadors de taxes (batlle de sac) en el priorat de Sant Joan. Ja en el segle xv les cases i les terres de Juvinyà van ser adquirides per Miquel Planes, qui, durant la guerra civil catalana del segle xv, va perdre els seus béns en benefici de Climent de Cabrera.

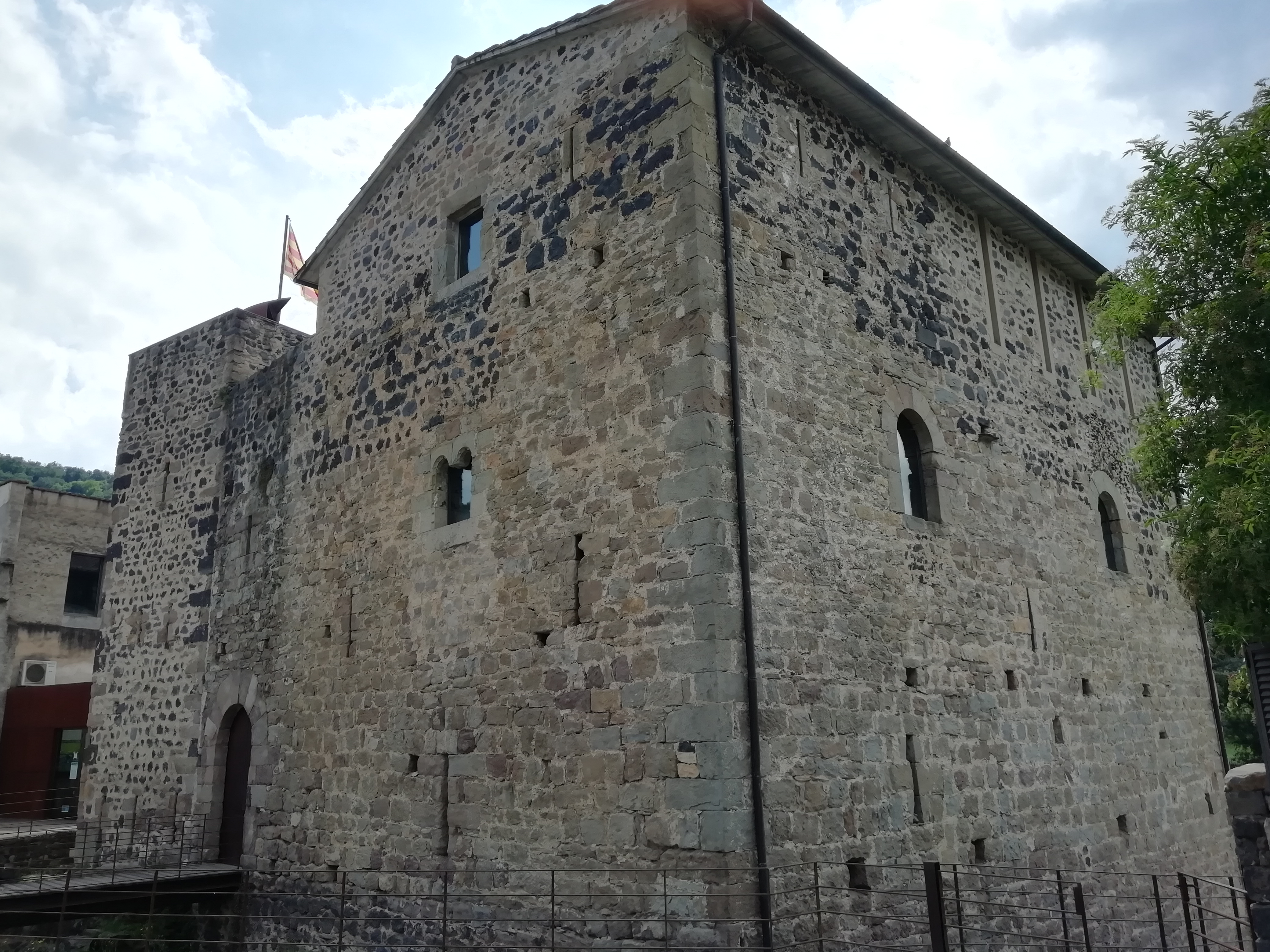
Vista de la casa forta de Juvinyà

En el segle xvi va pertànyer a una família de pagesos que va prendre el nom de Juvinyà. A principis del segle xviii els Juvinyà pagesos van vendre l'estada a Pere Rovira, que la va vendre a Jacint Germà, que va vendre-la a Josep de Trinxeria. Durant molt de temps els arrendataris de l'estada van dedicar-se a la pagesia. L'estada va servir per donar nom al carrer de Juvinyà, on existia la fàbrica tèxtil dels germans Bassols i de Llorenç Ponç i Ponero Comas. Un dels seus darrers masovers, Lluís Llongarriu, va explicar que durant el còlera de 1885 va passar un enterrament per davant de l'estada. Els masovers, tot i la gran quantitat de defuncions quan va passar a seguici, van sortir al carrer per acompanyar els familiars en el dol.
La casa Juvinyà, transformada i deteriorada, va atreure l'atenció de l'historiador local Francesc Caula i Vegas, el qual, a partir de 1917, va començar-ne l'estudi i la difusió de la seva existència. La Casa Forta va ser dels Trinxeria fins que, contemporàniament l'ajuntament la va adquirir, és propietat municipal i és la seu principal del Centre d'Interpretació del Territori de la Garrotxa. El castell, declarat Monument d'Interès Nacional l'any 1972, està totalment restaurat i es pot visitar en les dates i horaris establerts que es poden consultar en el web de l'Ajuntament. El 1989 es procedí a una primera fase de reformes i restauració general de l'edifici i s'excavaren els interiors. En una segona fase, s'està acondicionanat l'edifici com a sala d'exposicions.